# Phaenicophilus palmarum
El cuatro ojos coroninegro (Phaenicophilus palmarum) es una especie de ave paseriforme de la familia Phaenicophilidae endémica de la isla La Española. Anteriormente se clasificaba en la familia Thraupidae.

## Descripción
El cuatro ojos coroninegro mide entre 17 y 18 centímetros de largo. Presenta una mancha negra en la parte superior de la cabeza que se extiende hasta las mejillas, donde destacan las dos pequeñas manchas blancas que tiene sobre el ojo y el lorum, a los que debe su nombre común, además de una pequeña media luna blanca bajo el ojo. Sus partes superiores son de color verde oliváceo. Su garganta y vientre son blancos y están unidos por una franja también blanca. El resto de partes inferiores, flancos, nuca y laterales del cuello son de color gris claro. Su pico es negruzco y relativamente largo.

## Distribución y hábitat
Se encuentra en los bosques húmedos tropicales de toda la isla de La Española, tanto de la parte perteneciente a Haití como la de la República Dominicana, además de la pequeña isla Saona. 